# It Smells Like Frogs
It Smells Like Frogs es el sexagésimo séptimo álbum de estudio del guitarrista Buckethead y número 38 de la serie Pikes lanzada en 2013, publicado el 22 de noviembre de 2013 por la discográfica Bucketheadland.
El disco es el quinto lanzado por Buckethead en noviembre de 2013, junto con Hollowed Out, Thank You Ohlinger's, The Pit y Rise of the Blue Lotus, y contiene una canción dividida en seis partes llamada "Golden Dragon" y una la cual le da título al álbum.
El álbum fue anunciado como una versión digital el 22 de noviembre de 2013 con una edición limitada que consta de 300 copias de un álbum blanco sin título firmado por el propio Buckethead que fue lanzado el 3 de diciembre del mismo año, sin embargo, se retrasó por un día. Una edición estándar fue anunciada, pero todavía no ha sido lanzada al mercado. Al igual que Feathers, el álbum fue firmado con tinta roja en lugar de la tinta negra, tradicionalmente utilizada en todas las ediciones limitadas anteriores.

## Lista de canciones
Todas las canciones escritas y compuestas por Buckethead, excepto donde se indica. 
| N.º | Título                 | Duración |  |
| 1.  | «Gold Dragon part 1»   | 3:49     |  |
| 2.  | «Gold Dragon part 2»   | 3:37     |  |
| 3.  | «Gold Dragon part 3»   | 3:27     |  |
| 4.  | «Gold Dragon part 4»   | 4:38     |  |
| 5.  | «Gold Dragon part 5»   | 3:42     |  |
| 6.  | «Gold Dragon part 6»   | 5:18     |  |
| 7.  | «It Smells Like Frogs» | 6:37     |  |

## Lanzamiento
| Fecha                   | Sello          | Formato                | País           |
| ----------------------- | -------------- | ---------------------- | -------------- |
| 22 de noviembre de 2013 | Bucketheadland | Digital                | Estados Unidos |
| 4 de diciembre de 2013  | Bucketheadland | CD de edición limitada | Estados Unidos |

## Créditos
- Buckethead - guitarra
- Dan Monti - bajo y remezclas
- Frankenseuss - ilustraciones
- Brewer - programación y remezclas